# Aechmea polyantha
Aechmea polyantha är en gräsväxtart som beskrevs av Edmundo Pereira och Raulino Reitz. Aechmea polyantha ingår i släktet Aechmea och familjen Bromeliaceae. Inga underarter finns listade i Catalogue of Life.